# 7850 Буенос Айрес
7850 Буенос Айрес (7850 Buenos Aires) — астероїд головного поясу, відкритий 10 червня 1996 року.
Тіссеранів параметр щодо Юпітера — 3,497.